# Picus
|  | Per a altres significats, vegeu «Picus (gènere)». |

Segons la mitologia romana, Picus és un rei molt antic del Laci, considerat de vegades fill de Saturn.
Regnava sobre els aborígens, la primera població del país. Se'l considerava el pare de Faune i l'avi del rei Llatí. Se li atribuïa de vegades com a fill un tal Esterces o Estèrcul, nom que evoca en llatí el de femer, stercus, i que els mitògrafs van identificar amb Saturn per tal de "donar-li una dignitat més gran".
Sembla que Picus era un gran endeví, i tenia a casa seva un picot verd, l'au profeta per excel·lència. Les tradicions diuen que el picot no era altre que el mateix rei Picus, transformat per Circe, de la qual havia rebutjat els oferiments, perquè estava enamorat de la seva dona, Pomona, o potser la nimfa Canent, filla de Janus.
El picot verd era un ocell al qual els romans atribuïen dons profètics, i estava consagrat a Mart. Va aparèixer al voltant dels dos bessons divins, Ròmul i Rem, i ajudà a salvar-los, igual que la lloba.